# Bưu thiếp Pháp
Bưu thiếp Pháp là một mảnh bìa nhỏ có kích thước như tấm bưu thiếp có hình một người phụ nữ khỏa thân hoặc bán khỏa thân. Những tấm thiệp khiêu dâm như vậy đã được sản xuất với số lượng lớn, chủ yếu ở Pháp, vào cuối thế kỷ 19 và đầu thế kỷ 20. Thuật ngữ này đã được thông qua ở Hoa Kỳ, nơi những tấm card như vậy không được sản xuất hợp pháp. Những tấm card được bán dưới dạng bưu thiếp, nhưng mục đích chính không phải là để gửi qua đường bưu điện, vì chúng sẽ bị cấm vận chuyển, mà là để thị dâm và thủ dâm nhằm đạt hưng phấn tình dục. Các card đôi khi còn mô tả những người đồng tính nữ khỏa thân. Những người bán hàng rong ở Pháp, cửa hàng thuốc lá và nhiều người bán hàng khác đã mua những bức ảnh để bán lại cho khách du lịch.

## Hình ảnh bưu thiếp Pháp
Một số nhiếp ảnh gia và studio đã sản xuất bưu thiếp của Pháp, với một số trong số đó có các mẫu đặc biệt phổ biến.

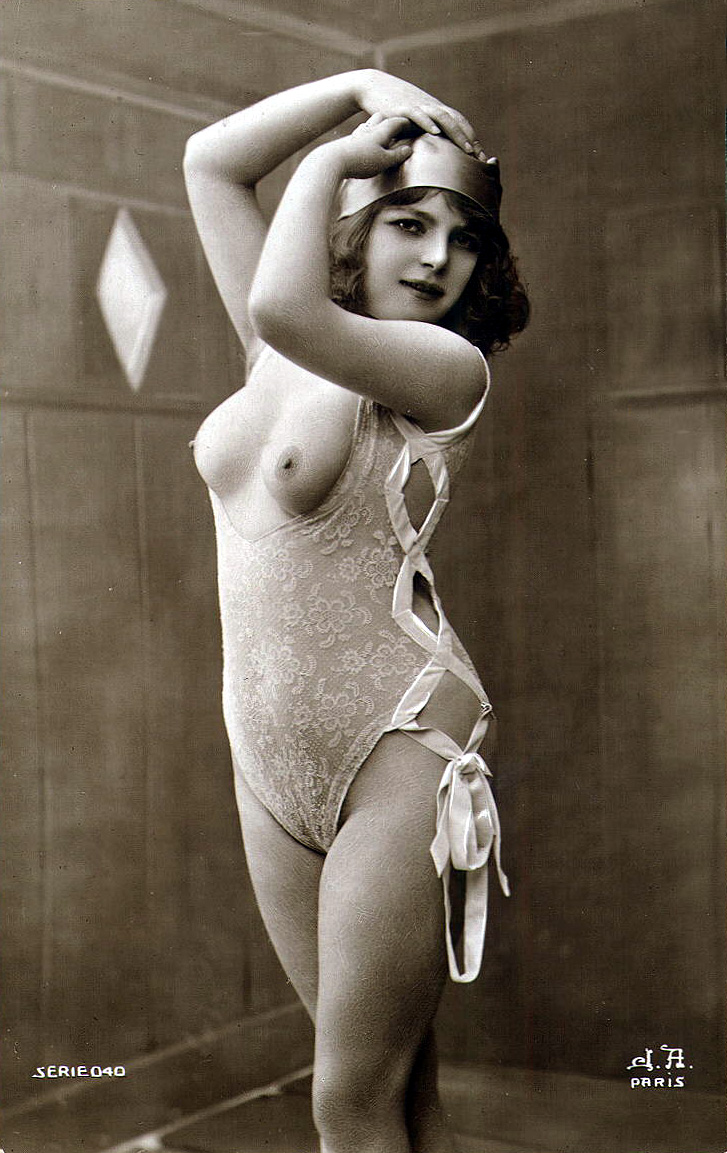
Jean Agélou[3] gười mẫu: Fernande
- Julian MandelNgười mẫu: Alice Prin AKA Kiki de MontparnasseJulian Mandel
Người mẫu: Alice Prin AKA Kiki de Montparnasse
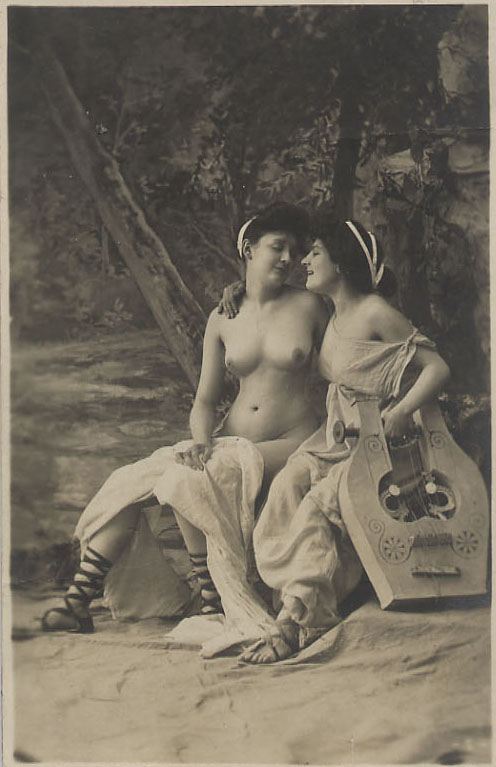
Cảnh giả cổ điển với kithara
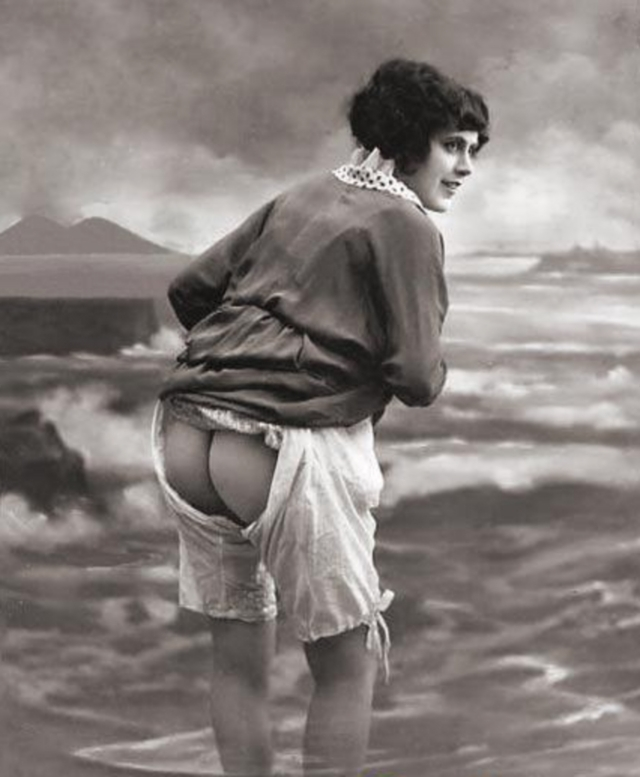
Hình ảnh Vịnh Naples với Núi Vesuvius bên trái
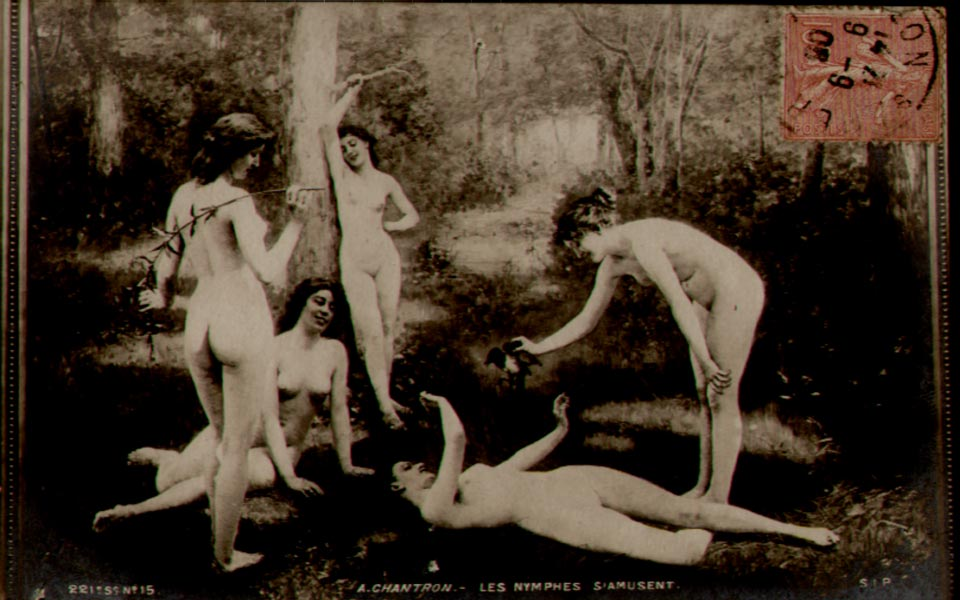
Alexandre Jacques Chantron
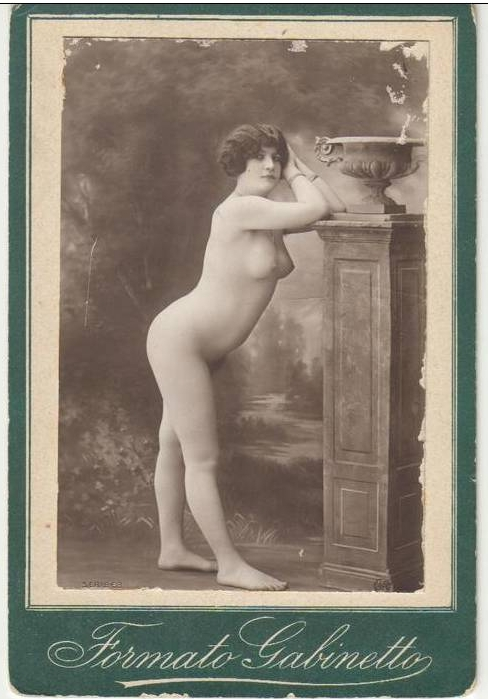
"Formato Gabinetto" Pantano, Naples
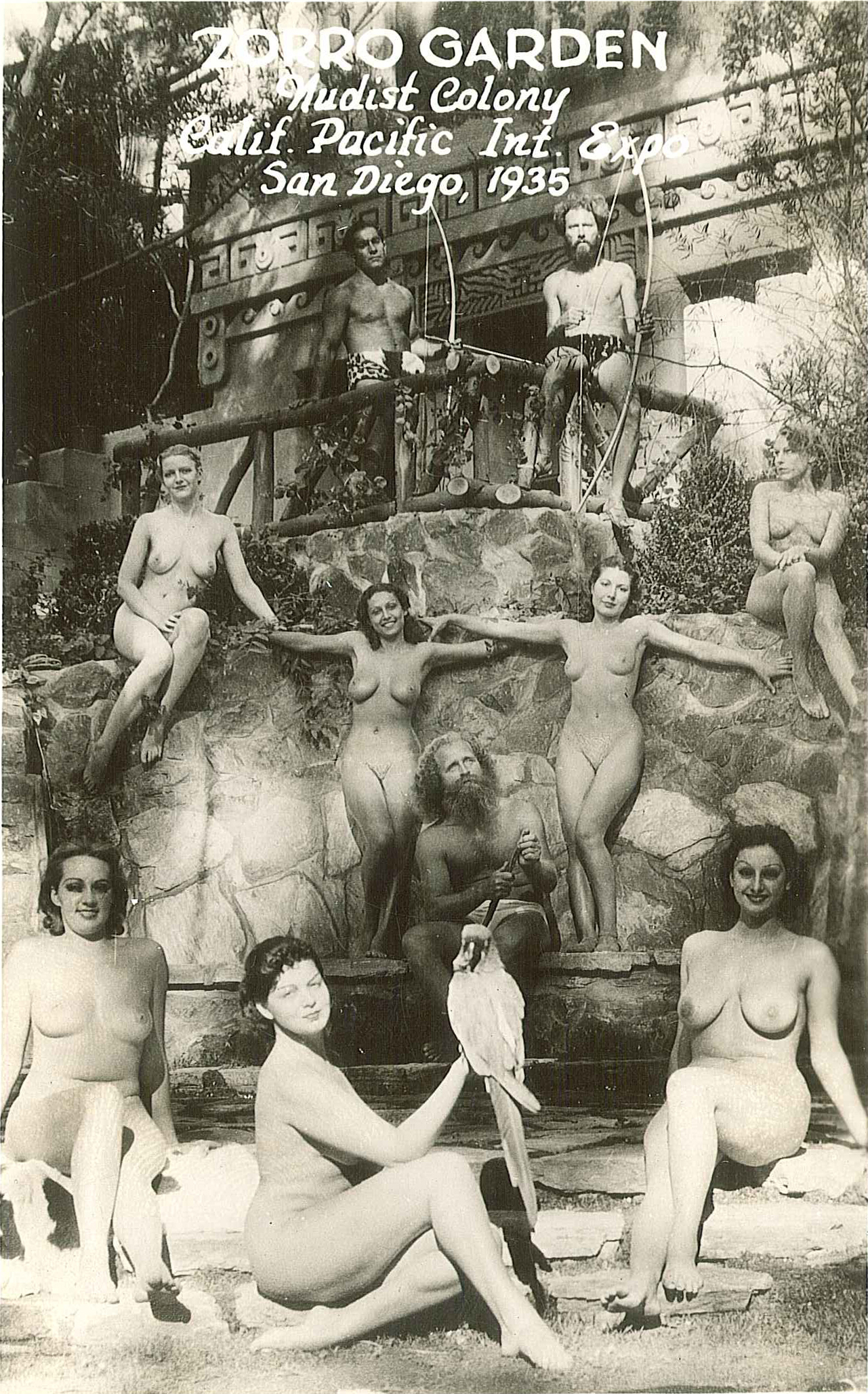
Khu vườn khỏa thân Zoro thuộc địa thành phố San Diego, bang California
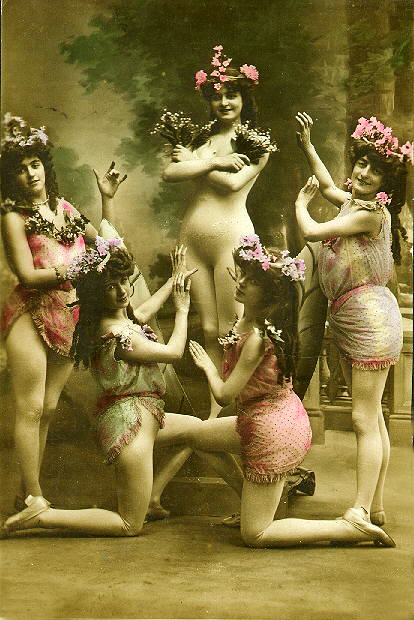
E. Le Delay "Năm phụ nữ khỏa thân khi khiêu vũ"
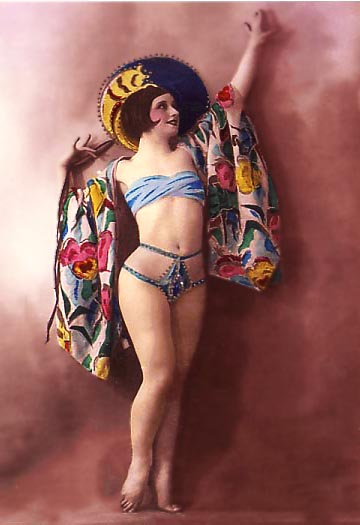
"Bưu thiếp của người phụ nữ Pháp", không khỏa thân theo phong cách của bưu thiếp Pháp
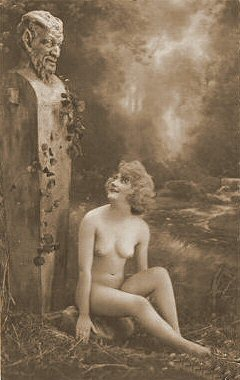
Bưu thiếp, Người phụ nữ ngồi với herma, những năm 1920
Julian Mandel: Marionnette à filsJulian Mandel: Marionnette à fils
- Julian Mandel: Marionnette à filsJulian Mandel: Marionnette à fils

### Hình ảnh phương Đông
Nhiều nhiếp ảnh gia và studio chuyên chụp ảnh với chủ đề một người phương Đông.

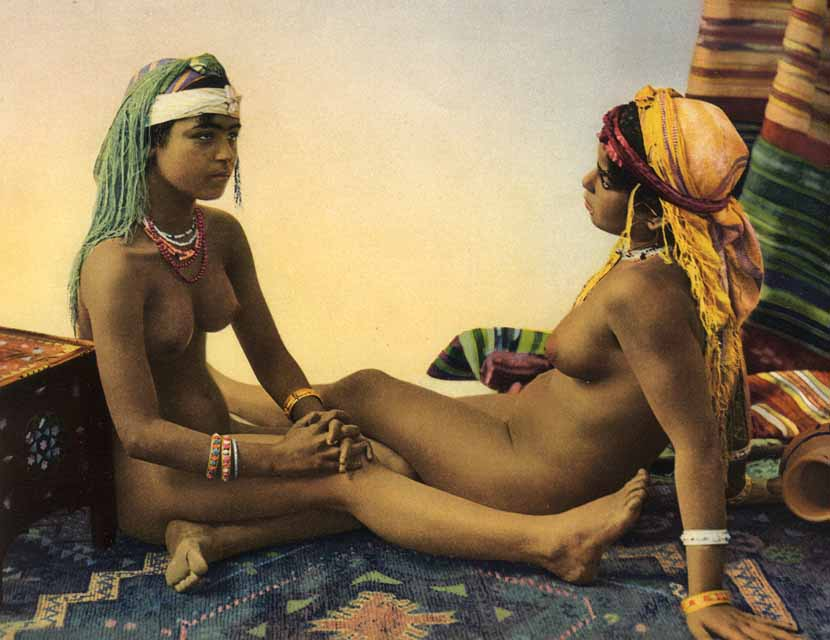
Adia Cô gái Moorish Algeria
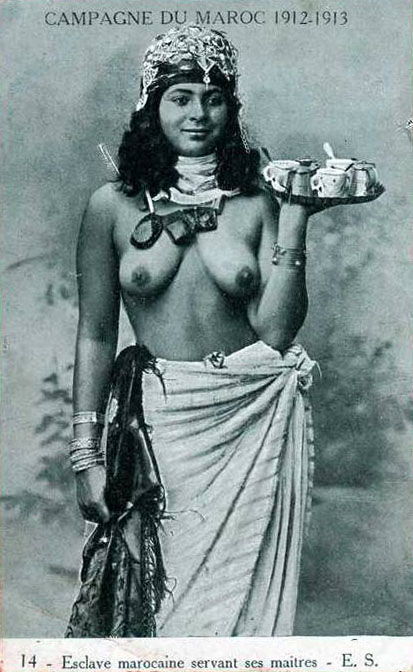
Aqua-Photo LVS Nô lệ Maroc phục vụ chủ nhân của cô ấy
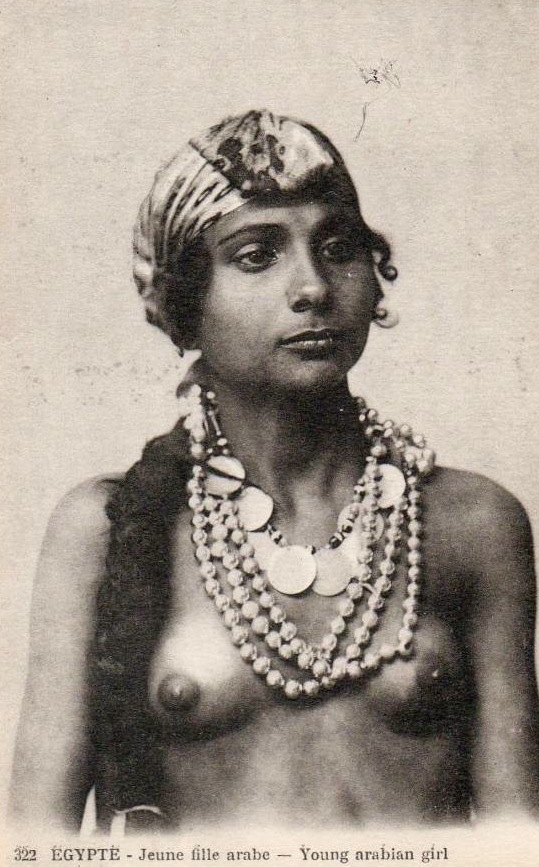
Behar Cô gái Ả Rập
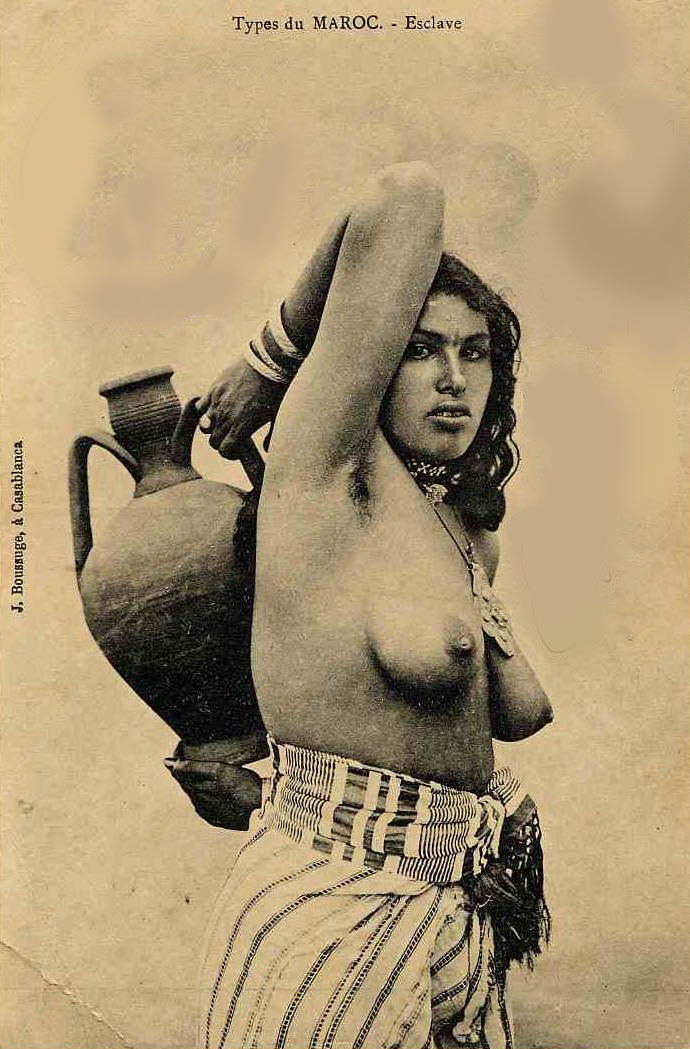
J. Boussuge Nô lệ Maroc từ Casablanca
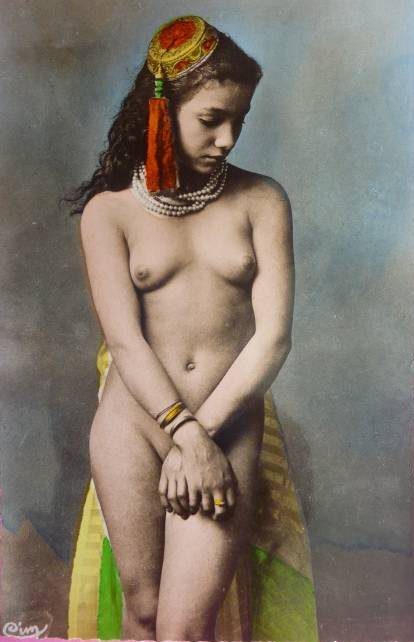
Combier (CIM)
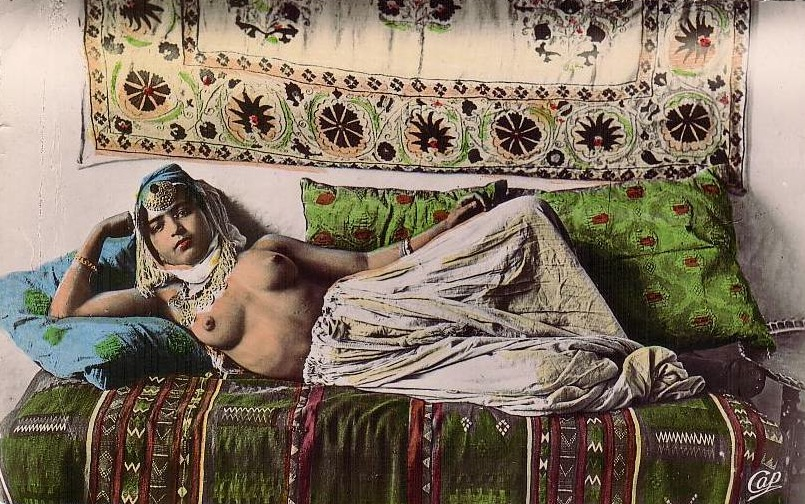
Compagnie des Arts Photomécaniques "Giấc ngủ trưa "
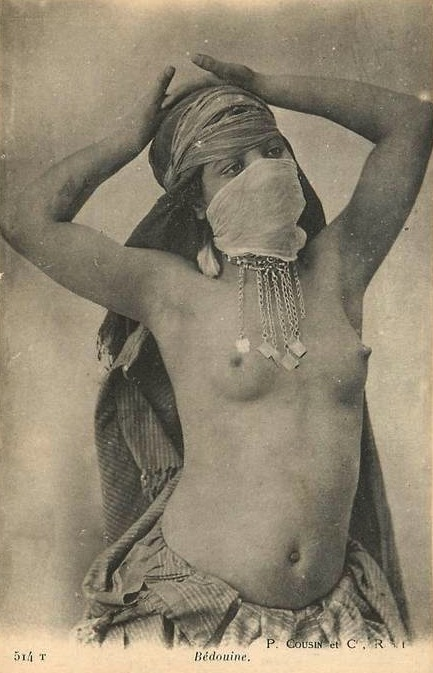
P. Cousin et Cie "Bedouin"
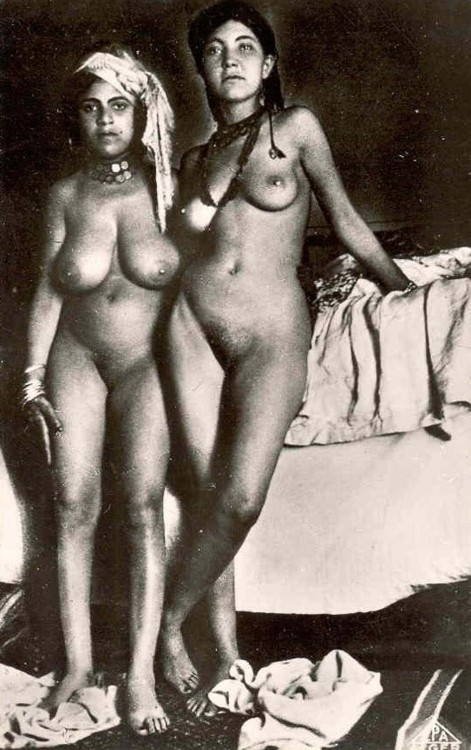
Roger-Viollet / Alinari Hai gái mại dâm trong một nhà thổ ở Algeria
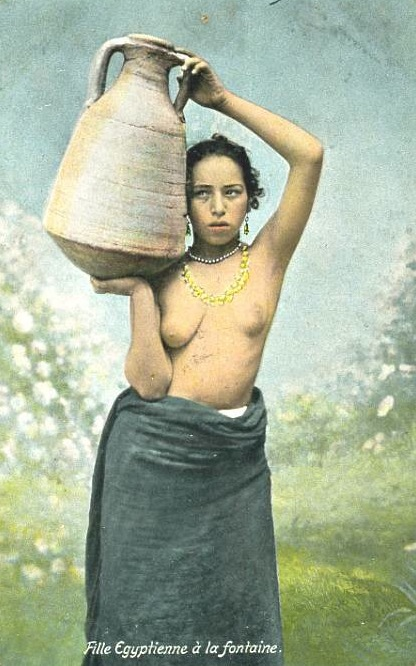
Ephtimios Cô gái Ai Cập bên đài phun nước
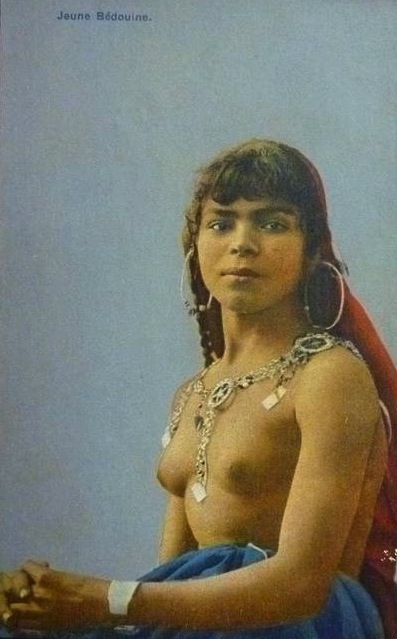
J. Garrigues Cô gái trẻ Bedouin
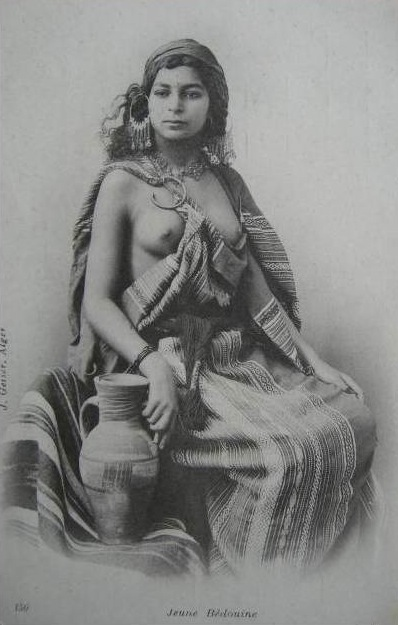
Jean Gieser Cô gái trẻ Bedouin
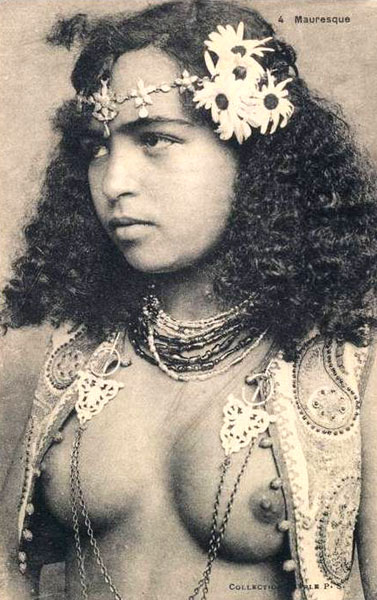
Bộ sưu tập idéale PS "Moorish"
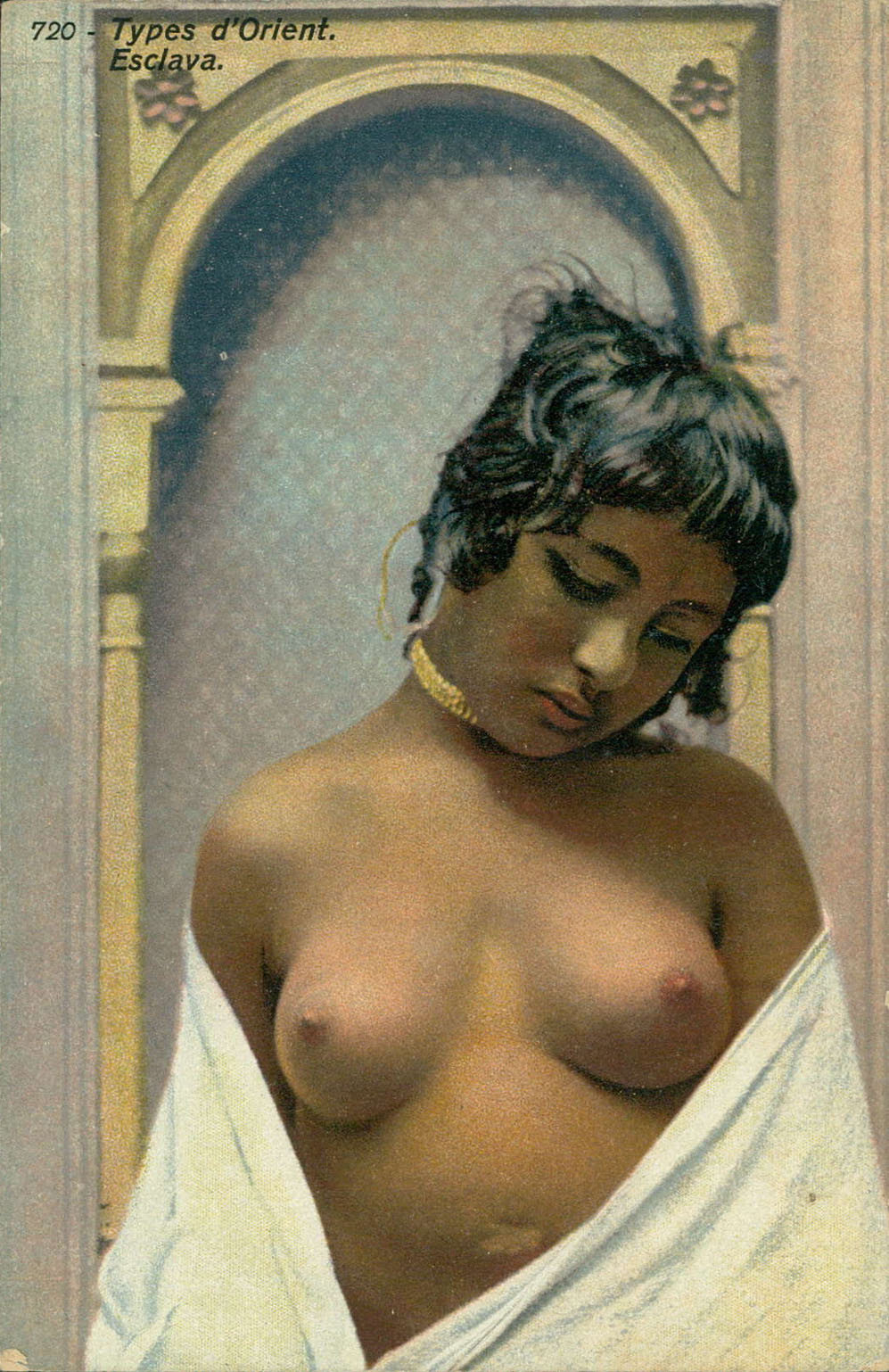
Lehnert & Landrock "Kiểu Phương Đông - nô lệ"
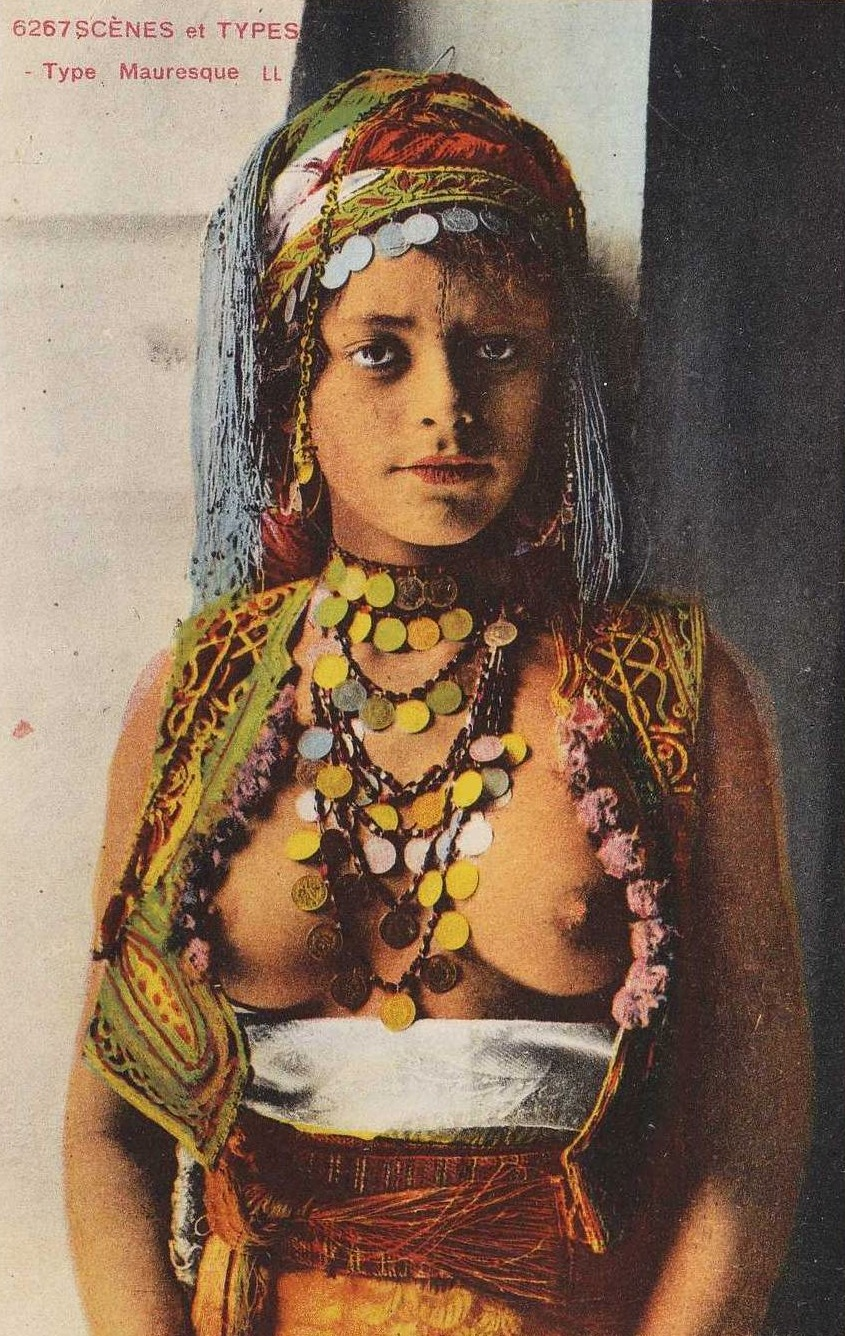
Levy & Fils "Moorish"
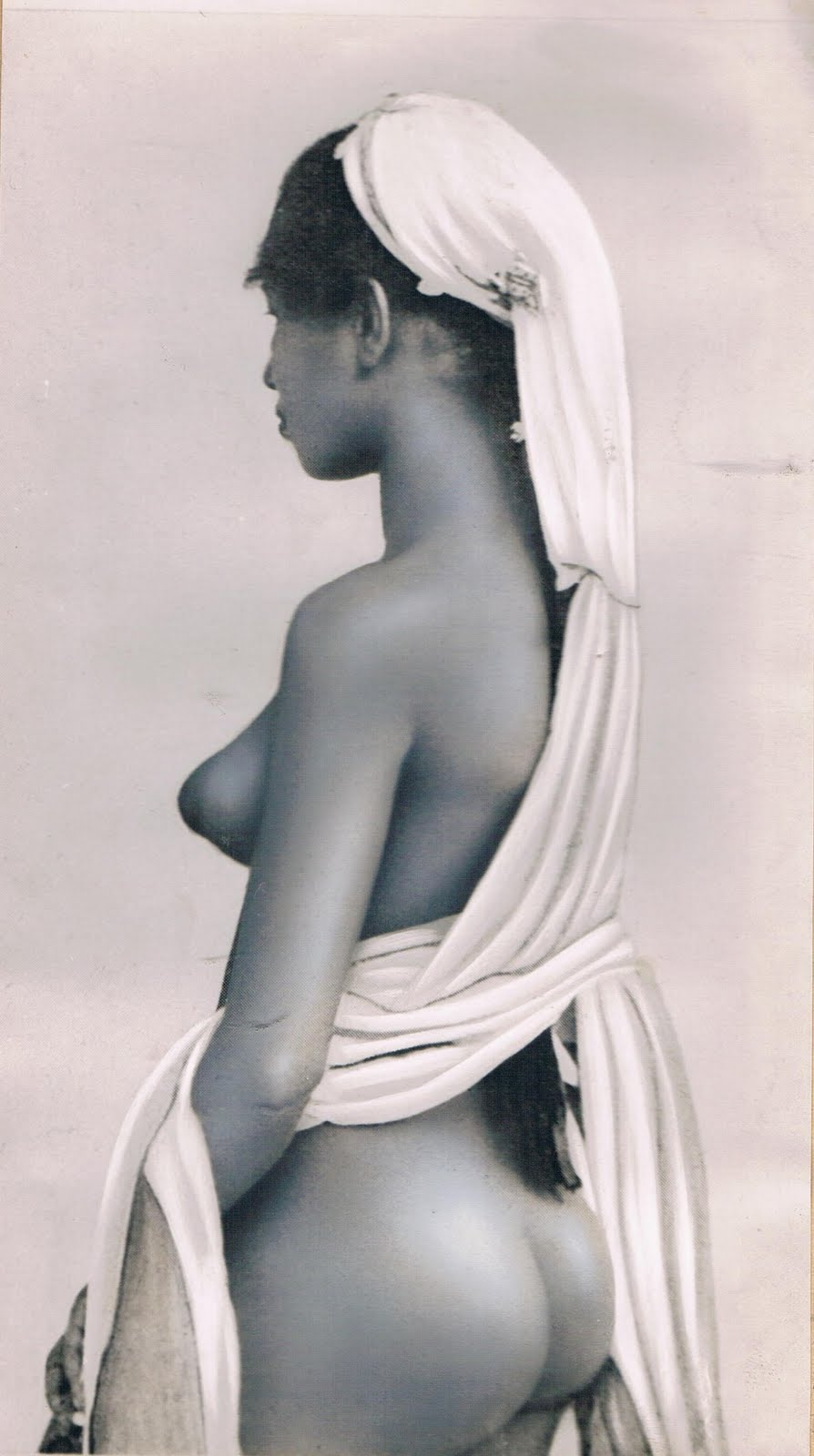
Frères Neurdein Người phụ nữ trẻ Algeria
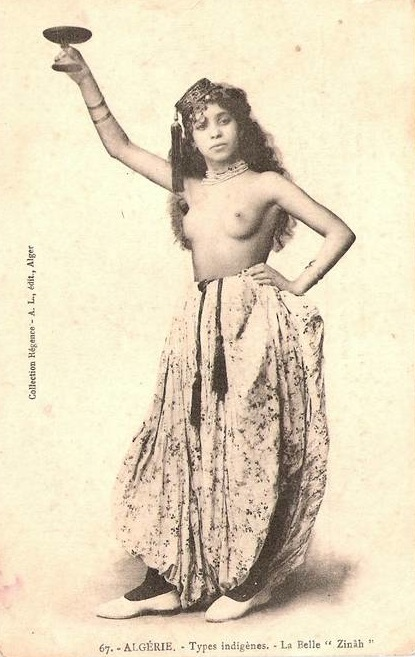
Regence "Zinah xinh đẹp" - Algiers
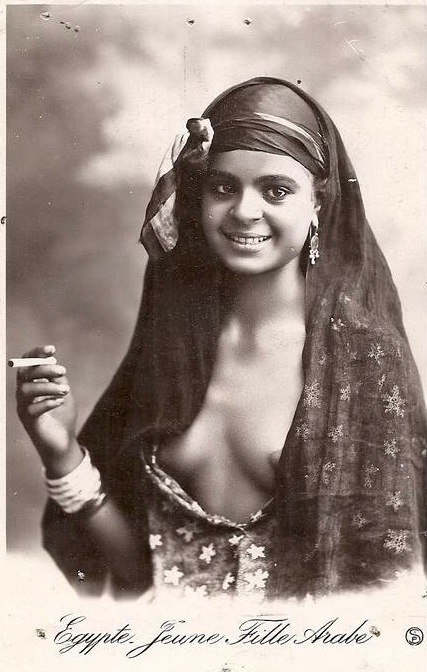
Société Industrielle de Photographie (SIP) Cô gái trẻ Ả Rập
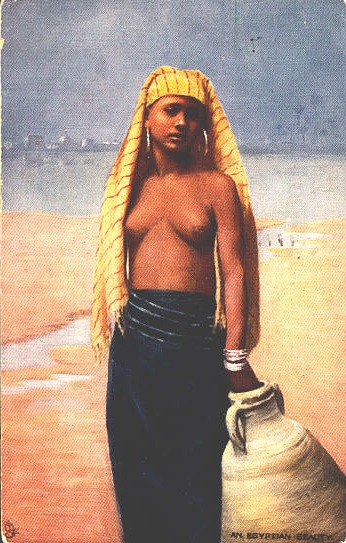
Raphael Tuck & Sons Vẻ đẹp Ai Cập
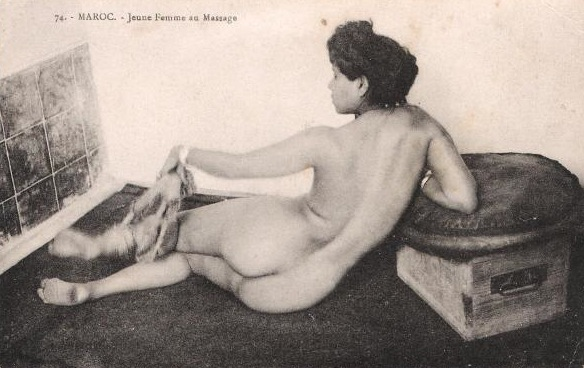
F. Viala "Người phụ nữ trẻ ở massage Ma-rốc"
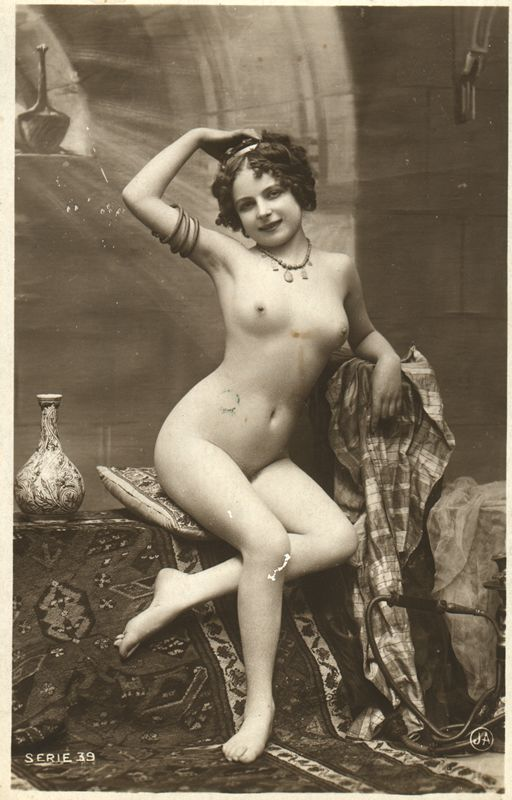
Chủ đề Pseudo-Oriental Jean Agélou Người mẫu: Fernande